# Ammoconia fumosa
Ammoconia fumosa là một loài bướm đêm trong họ Noctuidae.